# گانژوو
گانژوو (به لاتین: Ganzhou) یک شهر مرکزی در جمهوری خلق چین است که در جیانگشی واقع شده‌است.

## خصوصیات
گانژوو ۳۹٬۳۷۹٫۶۴ کیلومترمربع مساحت و ۸٬۳۶۸٬۴۴۷ نفر جمعیت دارد و ۱۰۷ متر بالاتر از سطح دریا واقع شده‌است.

## خواهرخوانده
شهر فری‌تاون خواهرخواندهٔ گانژوو هست.